# Clef de Hollande
La Clef de Hollande est un hameau situé à la frontière belgo-française sur Ploegsteert, une section de la commune belge de Comines-Warneton et sur la commune française de Nieppe. À un kilomètre à l'est se trouve le hameau belge de Le Bizet et à un kilomètre au sud la localité française Pont-de-Nieppe.

## Histoire
Le nom de l'endroit se réfère à la garnison néerlandaise qui de 1715 à 1782  était stationné à Ploegsteert pour la défense des Provinces-Unies contre la France. L'endroit était situé juste au nord du cours de la Lys.
Le hameau appartenait à la province belge de Flandre-Occidentale et à la commune de Neuve-Église. Parce que le français y était majoritaire, lors de la fixation de la frontière linguistique en 1963, le hameau a été transféré à la commune de Ploegsteert, qui elle-même a été transférée de la province de Flandre-Occidentale à la province de Hainaut.